# Lascăr Catargiu
Lascăr Catargiu (Iași, 1823. november 1. – Bukarest, 1899. április 11.) román politikus, miniszterelnök (1866; 1871-1876; 1889; 1891-1895).

## Életpályája
Moldvában született előkelő bojári családban. Mihail Sturza fejedelem alatt prefektus volt, majd 1859-ben fejedelemjelölt. 1866-ban tevékeny része volt Alexandru Ioan Cuza fejedelem megbuktatásában. 1866. február 23-án Nicolae Golescu tábornokkal és Nicolae Haralambie ezredessel együtt átvette hatalmat, megalakítva a fejedelmi helytartóságot. Miután a Hohenzollern-Sigmaringen házi Károly herceg hatalomra került, Catargiut bízták meg az új kormány megalakításával, amelyben ő az elnöki és belügyminiszteri tárcát vette át. Kabinetje azonban még ugyanazon évben feloszlott.
1871. március 23-án Ion Ghica kormánya lemondani kényszerült a német dinasztia uralkodása elleni zavargások miatt; ezután ismét Catargiut bízták meg az új kabinet megalakításával. A tüntetések hatására I. Károly hajlott a lemondásra, de Catargiu és mások hatására elállt szándékától. Catargiu konzervatív kormánya egy bizalmatlansági szavazás után feloszlott, de az új választások után ismét kormányt alakíthatott. 1872-ben egy újabb bizalmatlansági indítvány következett, végül az 1876. évi választásokat követően Catargiu lemondott.
Fontos szerepet játszott 1888-ban Ion Brătianu nemzeti-liberális kormányának megbuktatásában. 1889. áprilisban  Teodor Rosetti kormányának lemondása után ismét Catargiu alakított kormányt, amely azonban csak novemberig maradt hivatalban. 1891 és 1895 között ismét ő volt Románia miniszterelnöke.